# Batrachoseps kawia
Batrachoseps kawia (tên tiếng Anh: Sequoia Slender Salamander) là một loài kỳ giông thuộc họ Plethodontidae.
Đây là loài đặc hữu của California, ở Tulare County miền tây Hoa Kỳ.

## Phân bố
This salamander is endemic the watershed of the Kaweah River at elevations from 500 mét (1.600 ft) up to 2.200 mét (7.200 ft) ở Sierra Nevada.
The Sequoia Slender Salamander's natural habitat is ở riparian woodlands và temperate coniferous forests miền tây Sierra.